# 卡尔·沙利叶

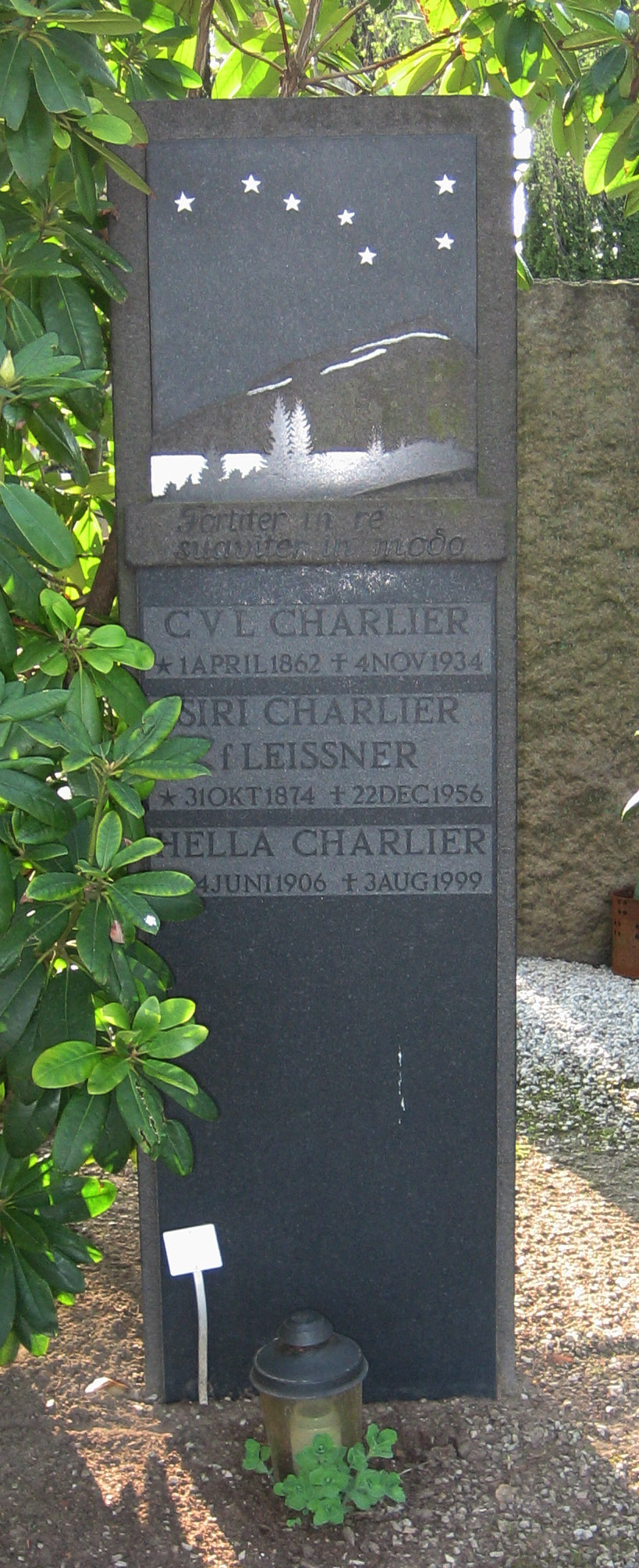
位于瑞典隆德的沙利叶之墓

卡尔·威廉·路德维希·沙利叶（瑞典語：Carl Vilhelm Ludwig Charlier，1862年4月1日—1934年11月5日）或译沙利耶，是一位瑞典天文学家。

## 职业生涯
1862年4月1日，沙利叶在厄斯特松德出世。1887年在乌普萨拉大学取得博士学位，先后在该大学和斯德哥尔摩天文台工作过，是一名天文学教授。1897年起担任瑞典隆德大学天文台台长。
他曾对银河系中的恒星及其位置和运动进行了广泛的统计研究，并尝试在此基础上开发一种星系模型。他还提出了兆天文单位（100万倍地日间距离，地球到天狼星距离的2倍，约15.813光年）来计算恒星距离。
沙利叶对纯统计学也有着深厚的兴趣，并为瑞典统计学的发展起到了重要作用，他数名在大学、政府和企业工作的学生都成为了统计学家。
他的研究与银河系结构有关，他还根据约翰·海因里希·朗伯的研究发展出一种宇宙理论，由此产生的朗伯-沙利叶等级宇宙论，越大的空间区域所包含的物质密度相应越低，该原则的引进避免了出现观察不一致的奧伯斯佯谬。
在职业生涯的后期，他将艾萨克·牛顿的《自然哲学的数学原理》一书译成了瑞典文。1934年11月5日，他在隆德去世，享年72岁。

## 荣誉和奖项
- 1924年获美国国家科学院颁发的詹姆斯·克雷格·沃森奖；
- 1933年被太平洋天文学会授予布鲁斯奖。

以他的名字命名的有：
- 月球上的沙利叶环形山
- 火星上的撞击坑；
- 小行星8677 沙利叶；
- 沙利叶多项式。

## 著作
- 卡尔·路德维希·沙利叶：《天体力学》，1902年－1907年，莱比锡
- 恒星统计演讲.沙利叶，1921年 （页面存档备份，存于）

## 备注
1. ↑  霍基, 托马斯. . 施普林格出版社. 2009年  [2012年8月22日]. ISBN 978-0-387-31022-0. （原始内容存档于2014年1月13日）.
2. ↑  古斯塔夫·霍姆伯格,《触及星星：瑞典恒星和星云天文研究史，1860年-1940年（隆德, 1999年）》

- . Monthly Notices of the Royal Astronomical Society. 1935-02-01, 95 (4): 339–341. Bibcode:1935MNRAS..95..339.. ISSN 0035-8711. doi:10.1093/mnras/95.4.339 （英语）.